# كلية التربية الأساسية (الشرقاط)
كلية التربية الأساسية في الشرقاط هي إحدى كليات جامعة تكريت، تأسست في عام 2012، تضم هذه الكلية خمس أقسام: قسم اللغة العربية، وقسم الرياضيات، وقسم العلوم ويضم فرعين: فرع علوم الكيمياء، وفرع علوم الحياة؛ وقسم اللغة الإنكليزية، وقسم التربية الإسلامية.

## الأقسام
تضم هذه الكلية ثلاثة أقسام:
1. قسم اللغة العربية.
2. قسم الرياضيات.
3. قسم العلوم العامة ويضم ثلاثة فروع:
  1. الكيمياء
  2. علوم الحياة.

## نظام التعليم
تتبع الكلية نظام الفصول الدراسية (الكورسات) إذ تنقسم السنة الدراسية إلى فصلين دراسيين، يجري فصل امتحان نهائي للموضوع الدراسي يشمل مقرر الفصل كله. ويقوم الطالب في الفصل الدراسي الثامن من المرحلة الرابعة بالتطبيق في المدارس الابتدائية والمتوسطة لفصل دراسي كامل حتى نهاية الامتحانات، كما يقدم مشروع بحث تخرج في نهاية السنة الدراسية.

## وصلات خارجية
- موقع جامعة تكريت
- موقع كلية التربية الأساسية / الشرقاط